# 山姆·麦克布雷尼
山姆·麦克布雷尼（英語：Sam McBratney，1943年3月1日—2020年9月18日），北爱尔兰儿童文学作家。他的畅销儿童读物《猜猜我有多爱你》已被翻译成50多种语言，並於2011年被改編為同名電視動畫。

## 生平
1943年3月1日生于北爱尔兰贝尔法斯特，当时正值第二次世界大战。在纳粹德国飞机一次猛烈的空袭之后，他们全家被迫撤离，随后在利斯本定居。他的父亲在当地一家报社担任排字工。他后来毕业于都柏林三一學院。1970年代开始在中小学任教，1969年，他完成了自己的第一部小说《马克时代》。最初，没有出版商愿意出这本书。直到1976年，该书由阿伯拉-舒曼出版社付梓出版。此后他又陆续创作了一些青年小说，1990年因专注写作而选择提前退休。《猜猜我有多爱你》是他一生中创作的第57本书，于1994年经沃克图书公司首次出版，这也是他与插画家安妮塔·婕朗合作的第一本书。该书取得了巨大成功，截至2015年，已经被翻译成50多种语言，累计销量达3000万册。2020年9月18日逝世，享年77岁。

## 中文译本
- 山姆·麦克布雷尼 (著); 安妮塔·婕朗 (绘). . 信谊世界精选图画书. 由梅子涵翻译. 北京: 少年儿童出版社. 2005. ISBN 7532463451.
- 山姆·麦克布雷尼 (著); 安妮塔·婕朗 (绘). . 信谊世界精选图画书. 由张杏如翻译. 济南: 明天出版社. 2012. ISBN 9787533267537.
- 山姆·麦克布雷尼 (著); 伊凡·贝茨 (绘). . 天略世界精选绘本. 由杨玲玲 彭懿翻译. 北京: 北京联合出版公司. 2013. ISBN 9787550216631.
- 山姆·麦克布雷尼 (著); 查尔斯夫格 (绘). . 由郭晓晓翻译. 北京: 印刷工业出版社. 2014. ISBN 9787514210446.
- 山姆·麦克布雷尼 (著); 查尔斯夫格 (绘). . 由郭衍培翻译. 北京: 印刷工业出版社. 2014. ISBN 9787514210439.